# Winnica (Toruń)
Winnica – część miasta Torunia oraz ulica, zlokalizowana na Jakubskim Przedmieściu, usytuowana na wysokim brzegu nad terasą zalewową Wisły. 
Miejsce to jest znane z winorośli, uprawianej tu od XIII wieku. Uprawie winorośli sprzyjały odpowiednie ówczesne warunki klimatyczne oraz dobrej jakości glina. Produkowano tu wina białe i słodkie. Wokół winnic wybudowano przedmieście. Ich mieszkańcy obok uprawy winorośli i produkcji wina zajmowali się rzemiosłem szewskim. W pobliżu winnicy zbudowano najstarszy młyn toruński Trzeposz. Jest on wzmiankowany już w 1259 roku – rada Starego Miasta przekazała go wówczas zakonowi krzyżackiemu w zamian za przywilej wzniesienia sukiennic. Na przestrzeni lat w Winnicy rozwinęło się flisactwo i rybołówstwo.
W XVIII wieku osada zmieniła się z ośrodka rolniczego a rzemieślniczo-handlowy. Rzemiosłem zajmowali się w tym miejscu partacze. W lipcu 1708 roku w Winnicy rozprzestrzeniła się zaraza, która stamtąd zawędrowała do Torunia. Winnica uległa zagładzie w XIX wieku, podczas budowy Twierdzy Toruń. W latach 80. XIX wieku planowano stworzyć na Winnicy skansen rybacki, jednak ostatecznie powstał on w Kaszczorku.
W 1969 roku Zofia Karłowicz zaprojektowała ośrodek społeczno-wypoczynkowy, który miał stanąć w Winnicy. Miał on składać się m.in. z motelu, basenu, amfiteatru, centrum handlowego, boiska, obiektów kulturalnych, sal wystawowych i kinowych oraz skansenu. Projekt budowy tu obiektów ogólnomiejskich rozważano ponownie na pocz. XXI wieku. W 2015 roku kolejny projekt opracowała warszawska pracownia Dom i Miasto Czesława Bieleckiego.